# Borovsky (huyện)
Huyện Borovsky (tiếng Nga: ? райо́н) là một huyện hành chính tự quản (raion), của Tỉnh Kaluga, Nga. Huyện có diện tích 758 km². Trung tâm của huyện đóng ở Borovsk.